# Herbert H. Lehman
Herbert Henry Lehman (ur. 28 marca 1878 w Nowym Jorku, zm. 5 grudnia 1963 w Nowym Jorku) – amerykański polityk, członek Partii Demokratycznej.

## Działalność polityczna
W okresie od 1 stycznia 1929 do 31 grudnia 1932 był zastępcą, a następnie od 1 stycznia 1933 do rezygnacji 3 grudnia 1942 45. gubernatorem Nowego Jorku. Od 9 listopada 1949 do 3 stycznia 1957 był senatorem Stanów Zjednoczonych z Nowego Jorku (3. klasa).

## Odznaczenia
- 28 stycznia 1964 prezydent Lyndon B. Johnson pośmiertnie odznaczył go Prezydenckim Medalem Wolności[1].